# Bèta (financieel)
In een financiële context staat de bèta voor de mate van volatiliteit (beweeglijkheid) van het rendement van een bepaald financieel instrument ten opzichte van het rendement van de rest van de markt. De bèta geeft het risico van een financieel instrument aan. De bèta wordt vaak aangeduid met de Griekse letter β.

## Definitie
De bèta geeft de mate van volatiliteit van het rendement van een effect ten opzichte van de markt. Met de bèta kan echter ook aangegeven worden de volatiliteit van: een effect t.o.v. een portfolio; een portfolio t.o.v. de markt; portfolio 1 t.o.v. portfolio 2 (waarbij portfolio 1 een deel is van portfolio 2).

Formule:
{\displaystyle \beta _{i}={\frac {\mathrm {Cov} (r_{i},r_{p})}{\mathrm {Var} (r_{p})}}},
waarbij {\displaystyle \beta _{i}} de bèta van een effect aangeeft, {\displaystyle r_{i}} het rendement van dat effect, en {\displaystyle r_{p}} het rendement van het portfolio. Wanneer de portfolio de marktportfolio moet voorstellen, wordt {\displaystyle r_{m}} gebruikt in plaats van {\displaystyle r_{p}}.

De covariantie van het rendement van een effect en het portfolio wordt gedeeld door de variantie van het portfolio.

De uitkomst is een getal dat rond de 1 ligt. Een verandering van de markt leidt tot een gelijke verandering bij een effect met een bèta van 1. Als de totale markt 10% stijgt, zou dat moeten leiden tot een stijging van 10% van de waarde van dat effect. Een effect met een bèta van 1,5 zal in dit geval met 15% stijgen.
In het algemeen geldt:
- het rendement van een effect met β > 1 stijgt (daalt) méér dan de stijging (daling) van de markt;
- het rendement van een effect met β < 1 stijgt (daalt) minder dan de stijging (daling) van de markt;
- het rendement van een effect met β = 1 stijgt (daalt) evenveel als de markt;
- het rendement een effect met β < 0 daalt (stijgt) wanneer het rendement van de markt stijgt (daalt);
- het rendement een effect met β = 0 is niet afhankelijk van de markt. Een effect met een bèta van 0 is niet vrij van risico, het heeft alleen geen correlatie met de algehele markt.

Voor het berekenen van de bèta van een effect wordt altijd historische data gebruikt, vaak op week-, maand- of jaarbasis. Omdat dit momentopnames zijn, is de berekende bèta slechts een benadering. Daarnaast zegt data uit het verleden niets over de toekomstige beweegelijkheid van het effect.

## Portfolio
Een portfolio of portefeuille is de benaming voor een geheel van aandelen en andere effecten. Beleggers houden vaak een portfolio van verschillende aandelen aan, om zo het risico op koersverlies te beperken. Naast de bèta van een enkel aandeel kan ook de bèta van een portfolio berekend worden.

Voor de berekening van de bèta voor een aandelenportfolio wordt een aandelenindex gebruikt, zoals de AEX of de Standard & Poor's 500. De beweging van het individuele aandeel wordt hiertegen afgezet voor de berekening van de bèta. Bij beleggingsfondsen wordt voor de berekening van de bèta de benchmark gebruikt, dit is een aandelenindex die correspondeert met het beleggingsdoel of het beleggingsuniversum van het fonds. Voor een obligatieportfolio geldt in principe hetzelfde als voor aandelen.
De bèta van de portefeuille is het product van de gewichten van de individuele beleggingen en de bèta van die beleggingen. Een portefeuille van slechts twee aandelen, waarin allebei de helft van het vermogen is belegd en die een bèta hebben van 0,8 en 1,5, respectievelijk dan heeft de portefeuille een bèta van (0,5 x 0,8) + (0,5 x 1,5) = 1,15. Als het rendement van de benchmark 10% is, dan mag op grond van een bèta van 1,15 voor de portefeuille worden verwacht dat het rendement 11,5% is.
De bèta kan ook worden gebruikt om een beheerder van een portefeuille te beoordelen. Als de portefeuille in het hierboven genoemde voorbeeld een rendement heeft behaald van 15%, dan heeft de beheerder 3,5% alpha behaald. Dit is een simpele vorm van een voor risico gecorrigeerd rendement.

## Gebruik
De bèta wordt vooral gebruikt in de moderne portefeuilletheorie (of modern portfolio theory) en in het capital asset pricing model. Volledige beschrijvingen van deze theorieën staan op de betreffende pagina's, hier wordt volstaan met de uitleg van de bèta.